# Aleuron ypanemae
Aleuron ypanemae (Boisduval, [1875]) è un lepidottero appartenente alla famiglia Sphingidae, endemico del Brasile.

## Descrizione

### Adulto
È possibile distinguerla da tutte le altre specie del genere Aleuron, per la presenza, sull'Ala anteriore, di una macchia bianca triangolare e traslucida, disposta tra Rs2 ed M1; posteriormente a questa, si riscontra una seconda macchia bianca lineare.

I sessi sono simili (D'Abrera, 1986).

### Larva
Dati non disponibili.

### Pupa
I bruchi si impupano in camere sotterranee superficiali.

## Distribuzione e habitat
La specie è un endemismo brasiliano.

## Biologia
Gli adulti hanno abitudini crepuscolari, e vengono attratte dalla luce. Durante l'accoppiamento, le femmine richiamano i maschi grazie ad un feromone rilasciato da una ghiandola addominale.

### Periodo di volo
Poco si conosce di questa specie, ma probabilmente è da considerarsi multivoltina.

### Alimentazione
I bruchi si alimentano su foglie di varie specie di Dilleniaceae tra cui:
- Curatella americana
- Doliocarpus dentatus

## Tassonomia

### Sottospecie
Non sono state descritte sottospecie.

### Sinonimi
È stato riportato un solo sinonimo:
- Tylognathus ypanemae Boisduval, 1875